# Companhia de Jesus
A Companhia de Jesus (latim: Societas Iesu, S. J.), cujos membros são conhecidos como jesuítas, é uma ordem religiosa fundada em 1534 por um grupo de estudantes da Universidade de Paris, liderados pelo basco Íñigo López de Loyola, conhecido posteriormente como Santo Inácio de Loyola. A Congregação foi reconhecida por bula papal em 1540. É hoje conhecida principalmente por seu trabalho missionário e educacional.
Em 2023, conta com aproximadamente 16 mil integrantes.

## História

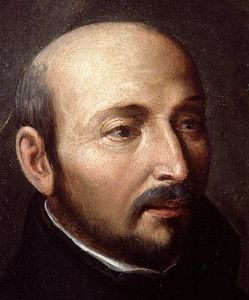
Santo Inácio de Loyola.

Inácio de Loyola, de origem nobre, foi ferido em combate na defesa da fortaleza de Pamplona contra os franceses em 1521. Durante o período de convalescença dedicou-se à leitura do Flos Sanctorum, após o que decidiu-se a desprezar os bens terrenos em busca dos sobrenaturais. No santuário de Monserrat fez a sua 'vigília d'armas' e submeteu-se a uma confissão geral. Abandonou a indumentária fidalga substituindo-a pela dos mendicantes. Retirando-se para a gruta de Manresa ali entregou-se a rigorosas penitências e escreveu a sua principal obra o Livro de Exercícios Espirituais, admirável sobretudo por não ter ainda o autor conhecimentos teológicos acadêmicos.
Em 15 de agosto de 1534, Inácio e seis outros estudantes (o francês Pedro Fabro, os espanhóis Francisco Xavier, Alfonso Salmerón, Diego Laynez, e Nicolau de Bobadilla e o português Simão Rodrigues) encontraram-se na Capela dos Mártires, na colina de Montmartre, e fundaram a Companhia de Jesus — para "desenvolver trabalho de acompanhamento hospitalar e missionário em Jerusalém, ou para ir aonde o papa nos enviar, sem questionar". Nesta ocasião fizeram os votos de pobreza e castidade.
Inácio de Loyola escreveu as constituições jesuítas, adotadas em 1554, que deram origem a uma organização rigidamente disciplinada e guerreira, como se de uma primitiva ordem de cavalaria se tratasse, enfatizando a absoluta abnegação e a obediência ao Papa e aos superiores hierárquicos (perinde ac cadaver, "disciplinado como um cadáver", nas palavras de Inácio). O seu grande princípio tornou-se o lema dos jesuítas: Ad maiorem Dei gloriam ("Para a maior glória de Deus").
Acompanhado por Fabro e Laynez, Inácio viajou até Roma, em outubro de 1538, para pedir ao papa a aprovação da ordem. O plano das Constituições da Companhia de Jesus foi examinado por Tomás Badia, mestre do Sacro Palácio, e mereceu sua aprovação. A congregação de cardeais, depois de algumas resistências, deu parecer positivo à constituição apresentada. Em 27 de setembro de 1540 Paulo III confirmou a nova ordem através da bula Regimini militantis Ecclesiae, que integra a "Fórmula do Instituto", onde está contida a legislação substancial da ordem, cujo número de membros foi limitado a 60. A limitação foi, porém, posteriormente abolida pela bula Injunctum nobis de 14 de março de 1543.
O papa Paulo III autorizou que fossem ordenados padres, o que sucedeu em Veneza, pelo bispo de Rab, em 24 de junho. Devotaram-se inicialmente a pregar e em obras de caridade em Itália. A guerra reatada entre o imperador, Veneza, o papa e os turcos seljúcidas tornava qualquer viagem até Jerusalém pouco aconselhável. Inácio de Loyola foi escolhido para servir como primeiro superior-geral. Enviou os seus companheiros e missionários para vários países europeus, com o fim de criar escolas, liceus e seminários.

## Obra inicial
A Companhia de Jesus foi fundada no contexto da Reforma Católica (também chamada de Contrarreforma). Os jesuítas fazem votos de obediência total à doutrina da Igreja Católica, tendo Inácio de Loyola declarado:

Acredito que o branco que eu vejo é negro, se a hierarquia da igreja assim o tiver determinado.
A companhia logo se espalhou muito. Em Portugal, D. João III pediu missionários e lhe foram enviados Simão Rodrigues, que fundou a província, e S. Francisco Xavier, que foi enviado ao Oriente. Na França tiveram a proteção do Cardeal de Guise. Na Alemanha, os primeiros foram Pedro Faber e Pedro Canísio e outros, que foram apoiados pela casa da Baviera, logo dirigiram colégios, ensinaram em universidades e fundaram congregações. A causa das perseguições contra a companhia costuma ser sua íntima união com a Santa Sé, a universalidade do apostolado e a firmeza de princípios. Os jesuítas alcançaram grande influência na sociedade nos períodos iniciais da Idade Moderna (séculos XVI e XVII), frequentemente eram educadores e confessores dos reis dessa altura — D. Sebastião de Portugal, por exemplo.
A Companhia de Jesus teve atuação de destaque na Reforma Católica, em parte devido à sua estrutura relativamente livre (sem os requerimentos da vida na comunidade nem do ofício sagrado), o que lhes permitiu uma certa flexibilidade de ação. Em algumas cidades alemãs os jesuítas tiveram relevante papel. Algumas cidades, como Munique e Bona, por exemplo, que inicialmente tiveram simpatia por Martinho Lutero, ao final permaneceram como bastiões católicos — em grande parte, graças ao empenho e vigor apostólico de padres jesuítas.

## Organização
São membros da ordem os professos, os escolásticos e os coadjutores. Os professos devem ser doutores e, além dos três votos comuns têm o de obediência ao papa. O geral, os provinciais, assistentes e os professores de teologia devem ser professos. O geral, além dos assistentes, tem ainda o admoestador. O órgão superior de administração é a Congregação Geral na qual tomam parte todos os professos eleitos por suas províncias. Os assistentes são eleitos pelas províncias e o geral é vitalício.
A companhia possui casas de professos, colégios, residências e missões. O vestuário depende do lugar onde moram, não têm hábito próprio. Não há a obrigação do ofício de côro. Após quinze anos de vida religiosa proferem os últimos votos; devem passar dois anos de noviciado, três de filosofia, alguns de magistério, quatro de teologia, e um segundo noviciado que é chamado de terceiro ano de aprovação. Como em todas as ordens religiosas da Igreja Católica, os jesuítas também têm a prática do retiro espiritual, mas de modo especial praticam os Exercícios Espirituais de Santo Inácio.

## Expansão
Em Portugal, o caráter de milícia era evidente, acabando a Companhia por se tornar a arma mais poderosa da Contrarreforma. D. João III, aconselhado por Diogo de Gouveia, solicitou a Loyola o envio de irmãos para a evangelização do Oriente. Ainda em 1540, chegam a Portugal o basco Francisco Xavier (depois São Francisco Xavier) e o português Simão Rodrigues. Este permaneceu no reino e aquele partiu para o Oriente em missão evangélica, chegando ao Ceilão e às Molucas em 1548, e à China em 1552. As missões iniciais no Japão tiveram como resultado a concessão aos jesuítas de um enclave feudal em Nagasaki, em 1580. No entanto, o receio em relação a crescente influência da ordem fez com que esse privilégio fosse abolido no ano de 1587.
Os jesuítas penetraram no Reino do Congo (1547), em Marrocos (1548) e na Etiópia (1555).
Simão Rodrigues, enquanto isso, criara a primeira casa em Portugal, em 1542, concretamente o Colégio de Santo Antão o Velho, em Lisboa, logo se seguindo outros — em Coimbra (1542), Évora (1551) e de novo Lisboa (1553). Em 1555, foi-lhes entregue o Colégio das Artes em Coimbra e, em 1559, a Universidade de Évora. Em 1560 recebem em doação o Colégio de São Paulo, em Braga, por D. Frei Bartolomeu dos Mártires.[carece de fontes?] Logo muitos poderosos passaram a querer jesuítas como confessores.
O jesuíta António de Andrade, padre e explorador português, é o primeiro europeu a visitar o Tibeteː em 1624 chega a Tsaparang a capital do reino tibetano de Guge. Outros missionários jesuítas Gruber e D'Orville chegaram a Lassa em 1661.

### Na América do Sul

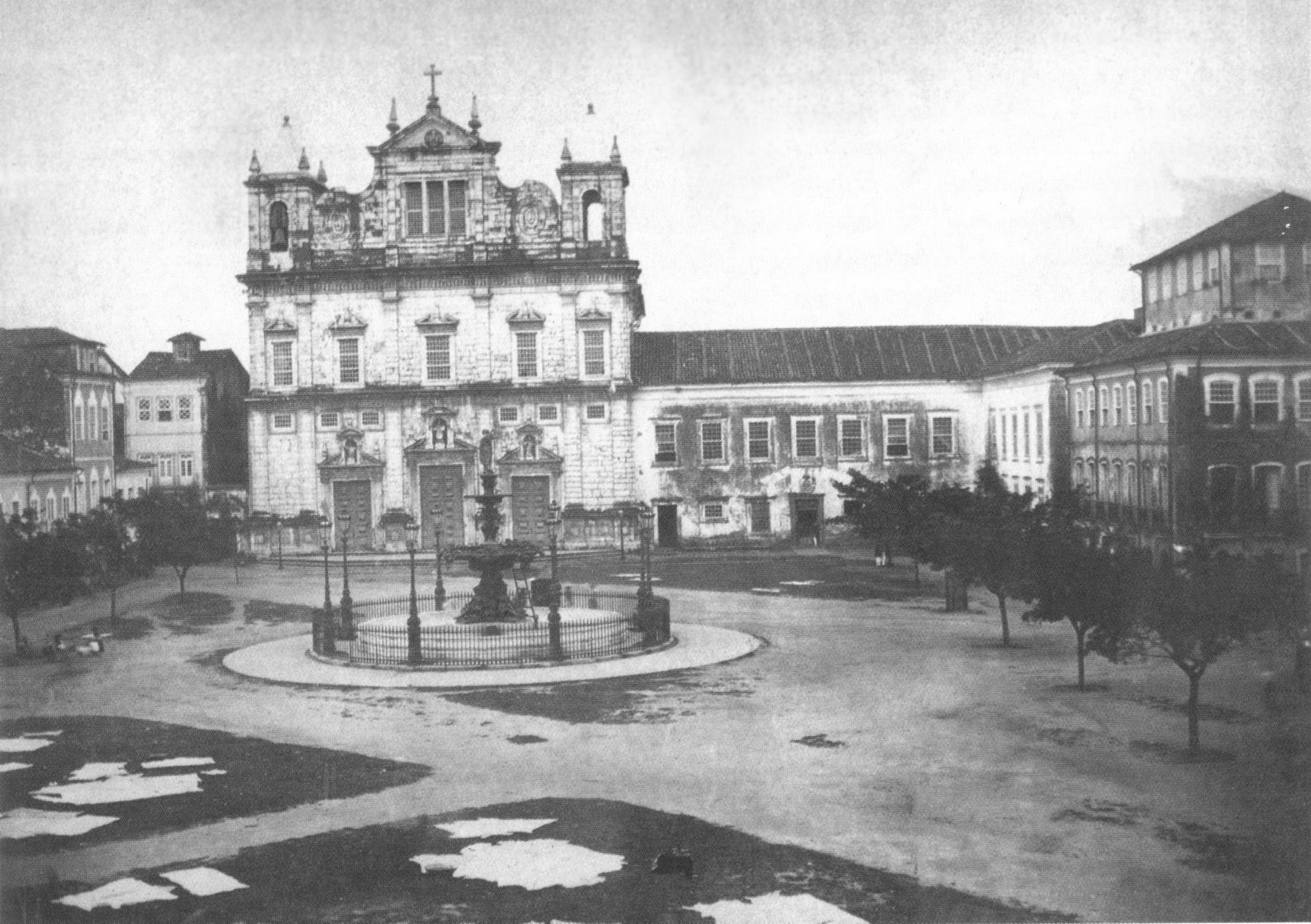
Vista do Terreiro de Jesus, em Salvador, no ano de 1862, com a antiga Igreja do Colégio dos Jesuítas (anexo à direita) — atual Catedral Basílica — ao fundo, fundado pelo padre Manuel da Nóbrega em 1550, e o primeiro das Américas.

Desde 1549, chegara ao Brasil (Bahia) o primeiro grupo de seis missionários liderados por Manuel da Nóbrega, trazidos pelo governador-geral Tomé de Sousa.

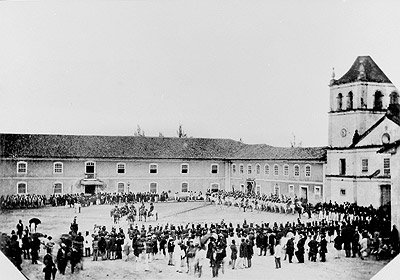
Pátio do Colégio, em São Paulo, fundado por Nóbrega e Anchieta em 1554. Fotografia de Militão Augusto de Azevedo, em 1862.

Certamente a maior obra jesuítica em terras brasileira consistiu na fundação de São Paulo de Piratininga em torno do seu famoso colégio, ponto de origem da expansão territorial e da colonização do interior do país, que hoje é a cidade mais populosa do continente americano, do Hemisfério Sul e a quinta mais populosa do mundo.

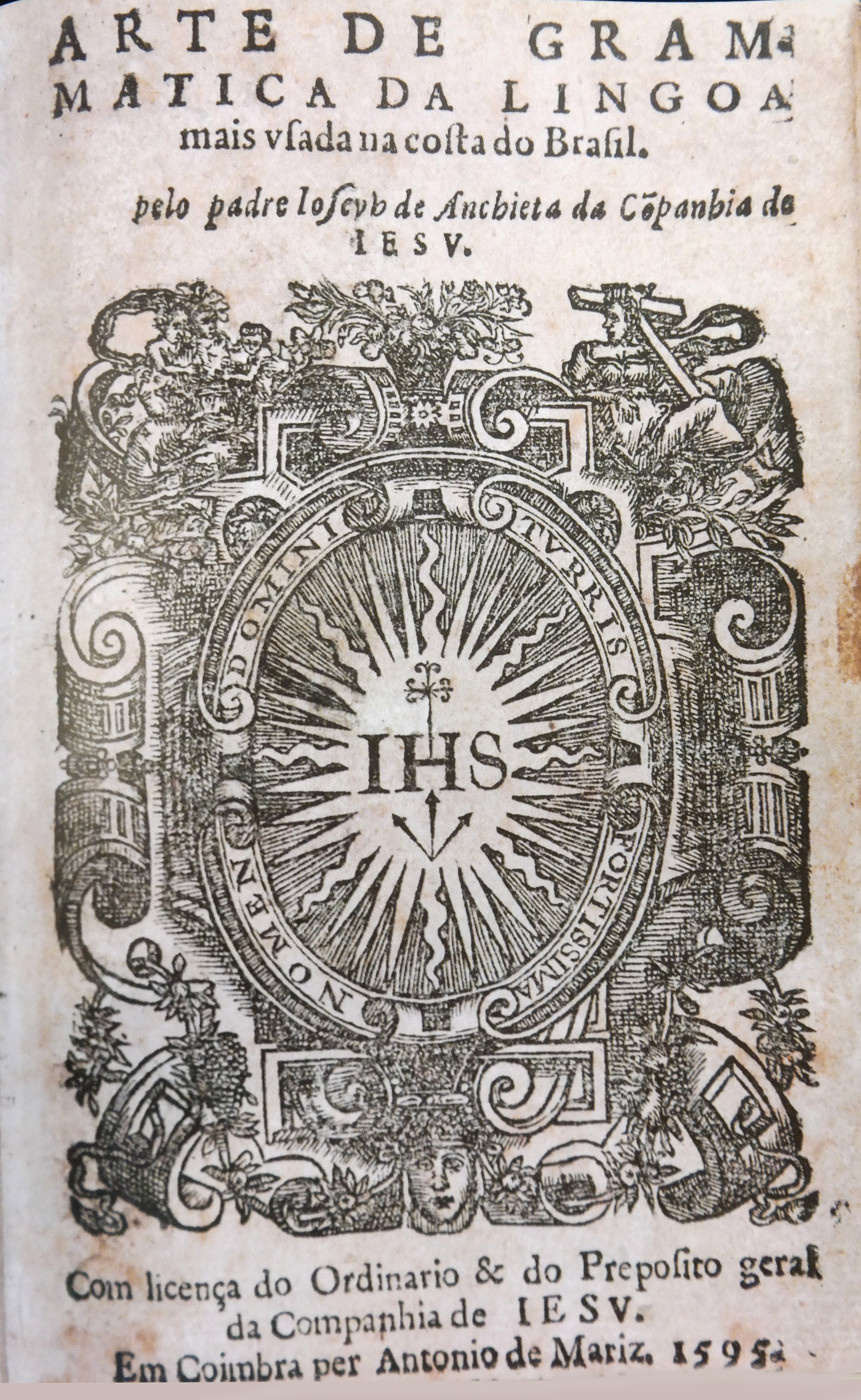
Arte de gramática da língua mais usada na costa do Brasil, 1595, de José de Anchieta. Foi a primeira obra publicada sobre a gramática da língua tupi.

As missões jesuítas na América Latina foram controversas na Europa, especialmente na Espanha e em Portugal, onde eram vistas como interferência na ação dos reinos governantes. Os jesuítas opuseram-se várias vezes à escravidão indígena. Eles fundaram uma série de aldeamentos missionários — chamados missões ou misiones no sul do Brasil, ou ainda reducciones, no Paraguai — organizados de acordo com o ideal católico, que, mais tarde, acabaram sendo destruídos por espanhóis, e principalmente por portugueses, à cata de escravos.

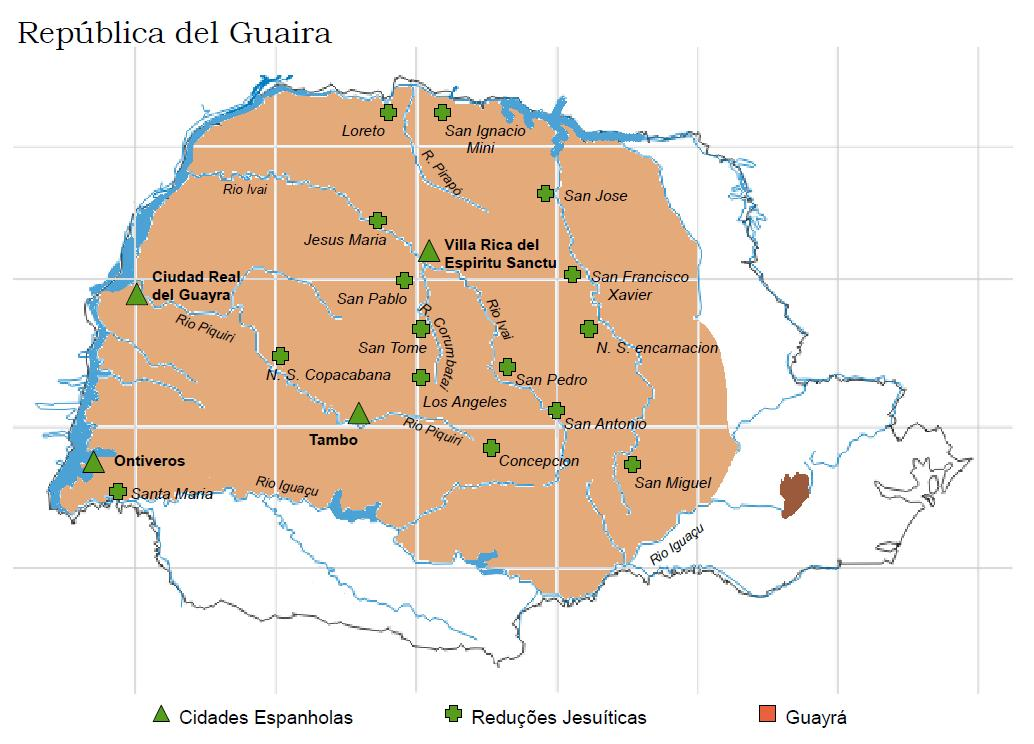
Mapa do estado atual do Paraná mostrando a região do Guayrá em marrom. Missões jesuítas estão marcadas com cruzes e assentamentos espanhóis com triângulos.

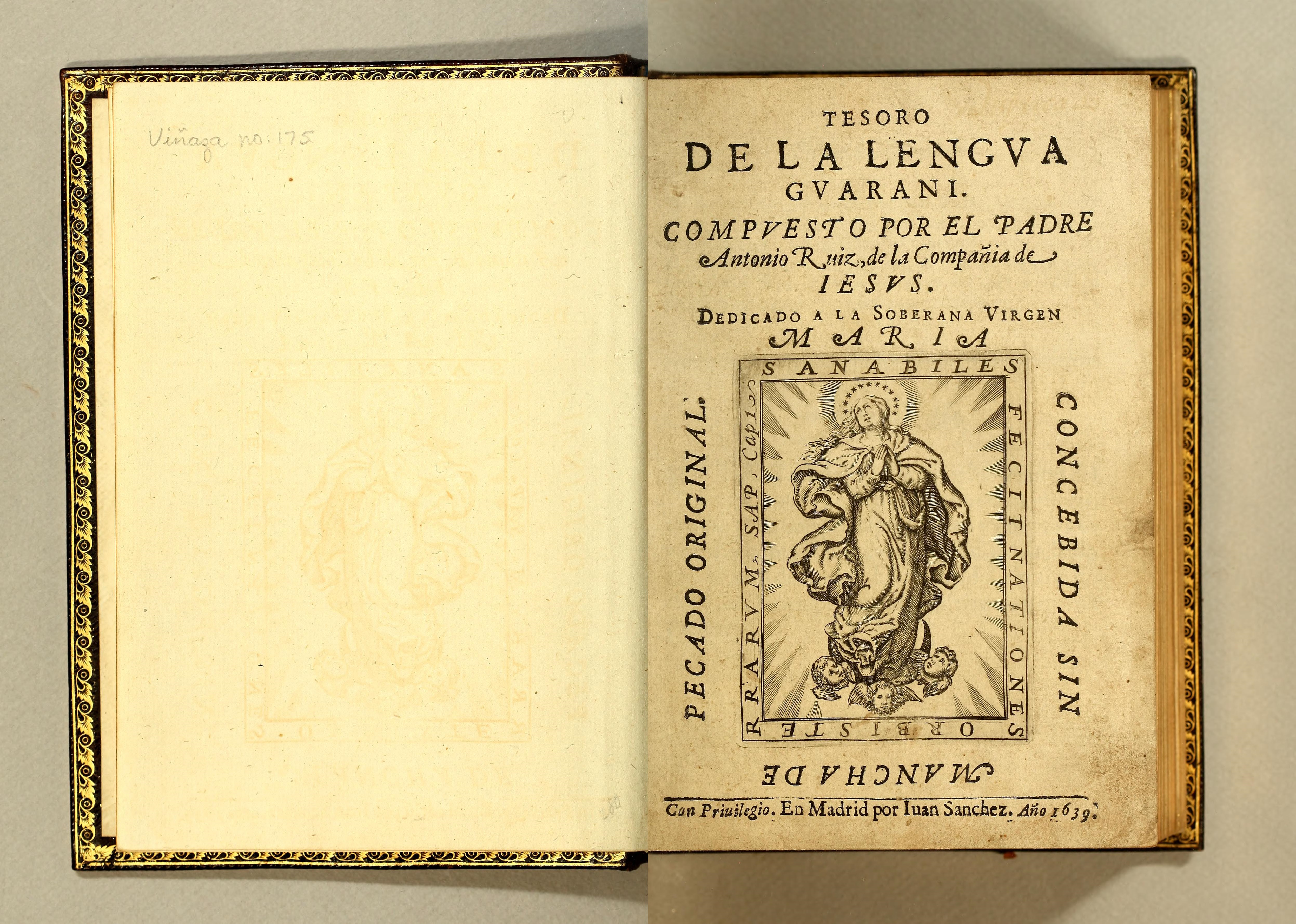
Tesoro de la Lengua Guaraní, 1639, escrito pelo jesuíta peruano Antonio Ruiz de Montoya. Foi o primeiro dicionário guarani-espanhol.

Segundo o historiador Manuel Maurício de Almeida, desde o fim do século XVI houve expansão hispano-jesuítica a partir de Asunción (Assunção) no atual Paraguai, em três frentes pioneiras:
1. no Paraná, onde se fundou em 1554 Ontíveros, Ciudad Real del Guayrá, Vila Rica del Espiritu Santu e outras reduções na então República do Guairá;
2. rumo ao Mato Grosso do Sul. Fundada a vila de Santiago de Xerez, que seria o centro da Província de Nueva Vizcaya, havia missões que aldeavam os representantes das comunidades primitivas do Itatim. Projeto com apoio do Estado e da Igreja, para assegurar o controle do vale do rio Paraguai e articular as missões do Itatim com as de Mojos e Chiquitos, de modo a assegurar proteção ao altiplano mineiro na atual Bolívia;
3. em trechos do atual território do estado do Rio Grande do Sul, no Brasil, aldeias do Tape, Uruguai e Sierra.

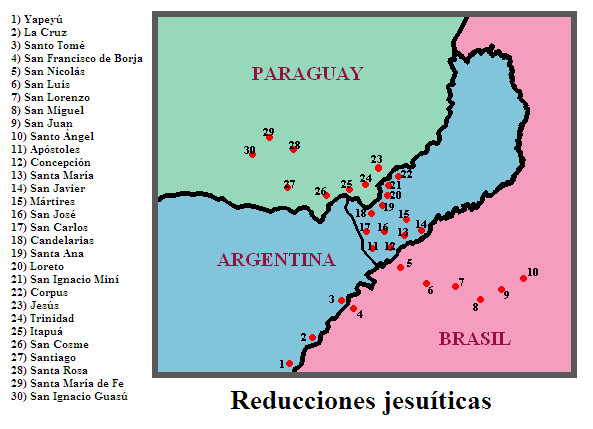
Localização dos Sete Povos (área em rosa).

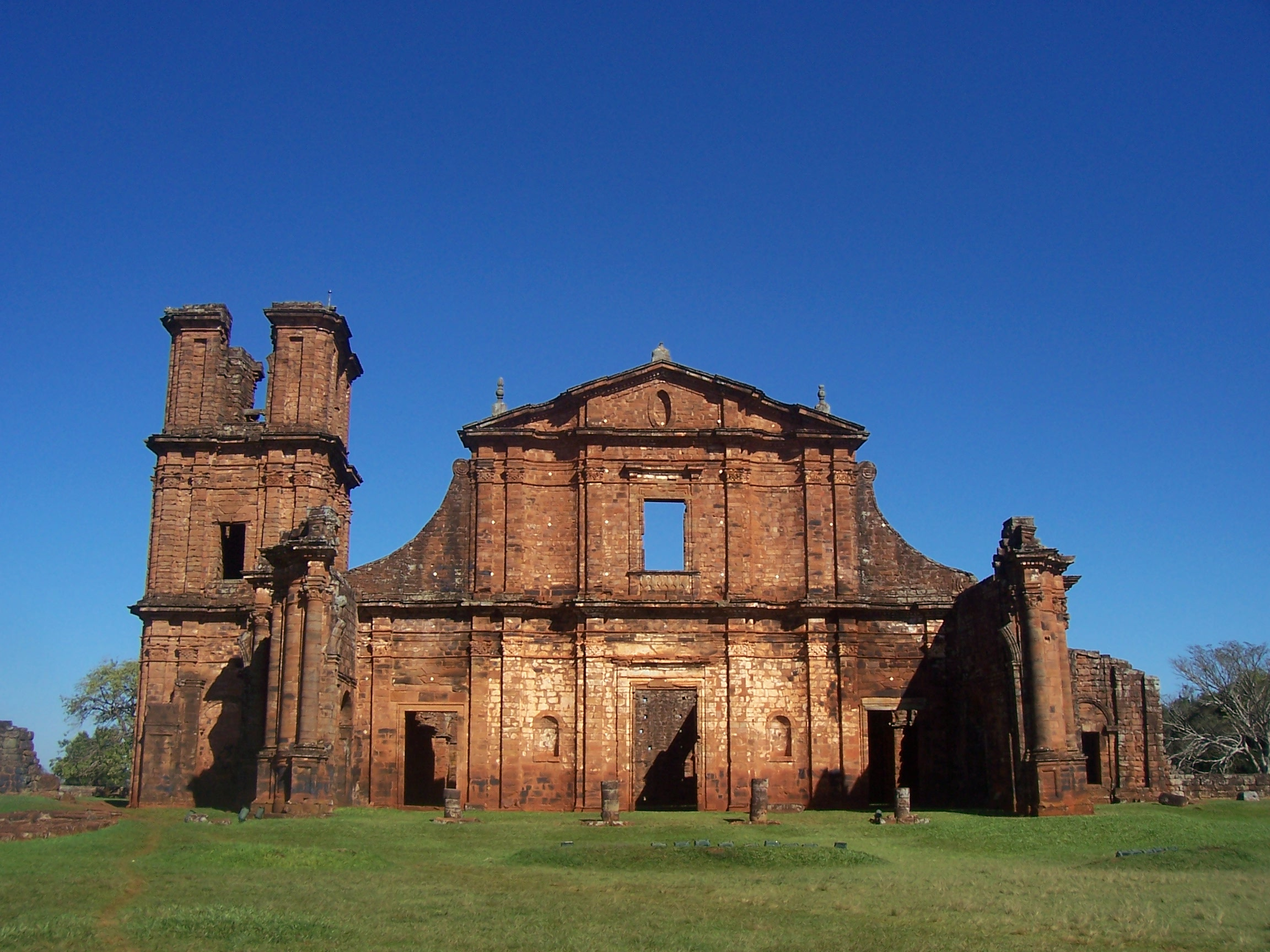
As ruínas de São Miguel, no Rio Grande do Sul.

As missões na América do Sul eram unidades de produção autossuficientes, com relação de produção do tipo feudal. Cada família cultivava em regime de posse individual e coletiva porções de terra. A retribuição era sempre representada por produtos, realizados coletivamente (tupambaé, "parte de Deus") ou nas terras de posse familiar (abambaé,"parte das pessoas"). O que era reservado à reprodução do sistema econômico, ou comércio, constituía tabambaé ou "parte da aldeia". Havia um cabido rudimentar, presidido por um corregedor indígena eleito pela comunidade. A ideologia religiosa era católica.
Com a ocupação dos portos negreiros na África, São Jorge da Mina, São Tomé e São Paulo de Luanda, pelos holandeses, o apresamento de índios se expandiu na segunda metade do século XVII para muito além das vizinhanças do planalto de Piratininga, força de trabalho escrava mais lucrativa — principalmente Guairá. Autoridades espanholas favoreceram mesmo, na vigência da União Ibérica, a destruição das missões.

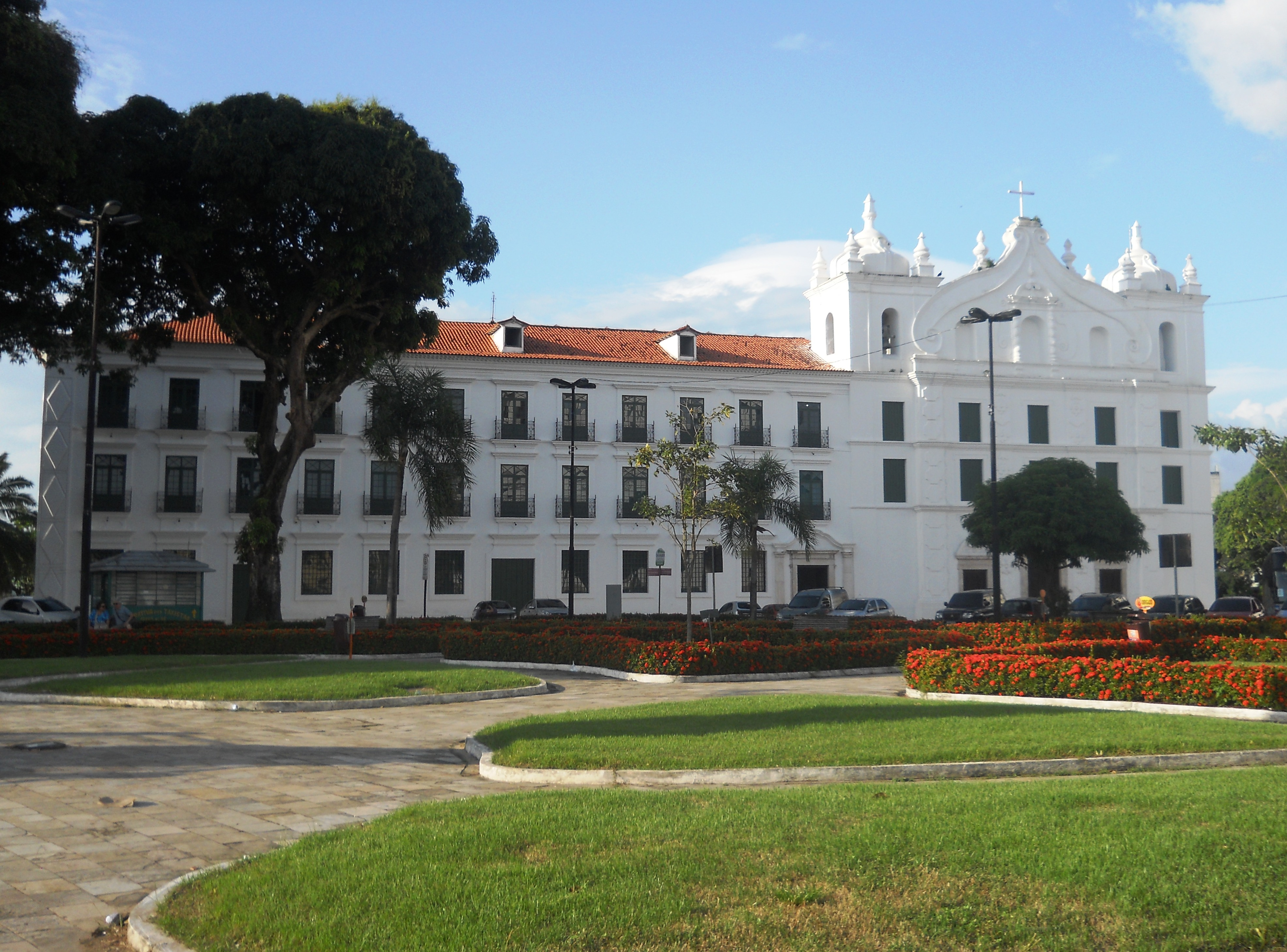
Igreja de Santo Alexandre e antigo Colégio dos Jesuítas, na região da Feliz Lusitânia, em Belém do Pará. Estabelecida no século XVII.

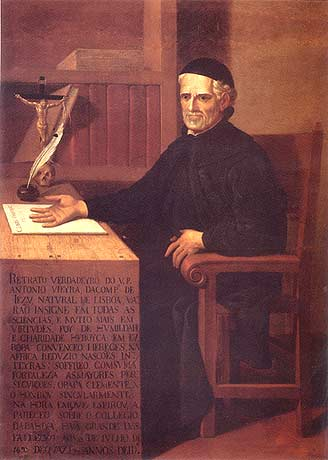
Padre Antônio Vieira, jesuíta de grande destaque no Brasil Colonial, especialmente pela sua extensa obra, escrita durante suas viagens missionárias pelo Nordeste e Norte do Brasil, no século XVII.

Em 30 de julho de 1609, uma lei de Filipe III declarou livres todos os índios. Sob influência da Companhia de Jesus, a escravidão era proibida, mas se mantinha sobre eles a jurisdição dos jesuítas. Houve reclamações tamanhas, por se ter desordenado a economia da colônia, principalmente do Rio de Janeiro e de São Paulo, que a Coroa retrocedeu, por lei de 10 de janeiro de 1611 ao regime anterior, os escravos sendo prisioneiros de guerra justa. Foi sempre a principal causa dos conflitos entre o povo e os jesuítas.

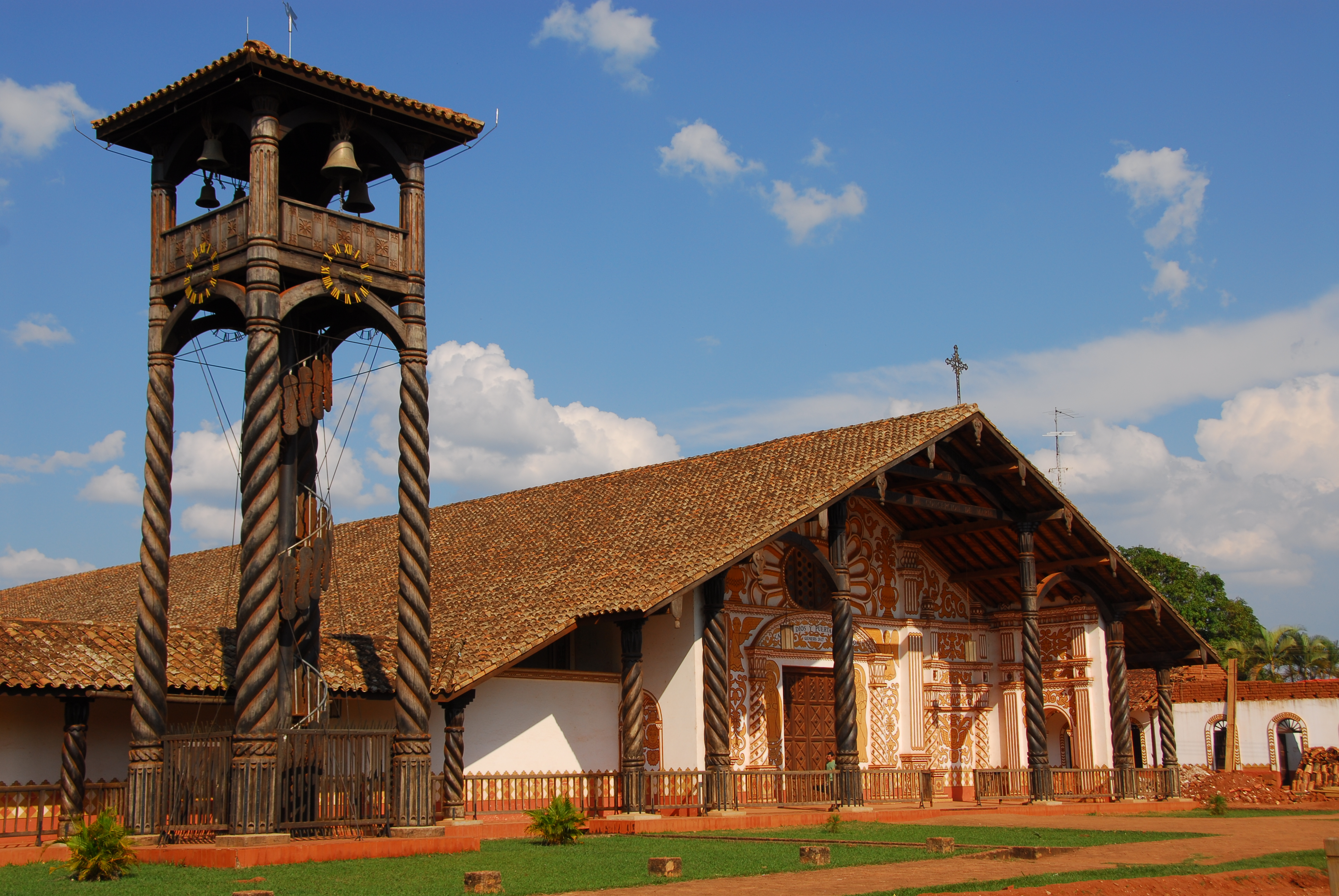
Igreja Jesuíta em Concepción, em Chiquitos, na Bolívia.

### Atuação no Brasil

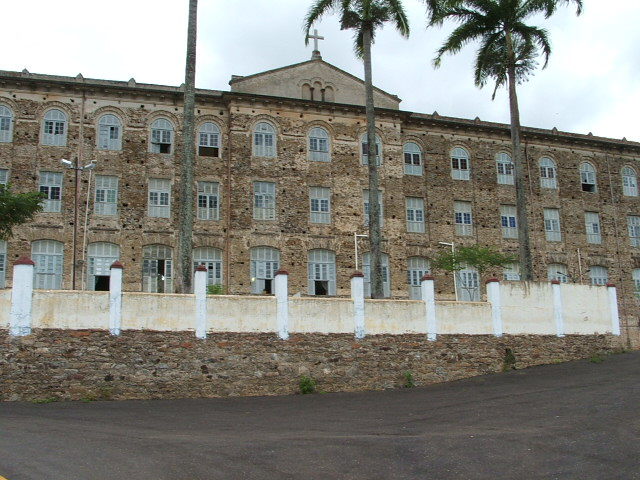
Antigo mosteiro dos padres jesuítas, no Maciço de Baturité.

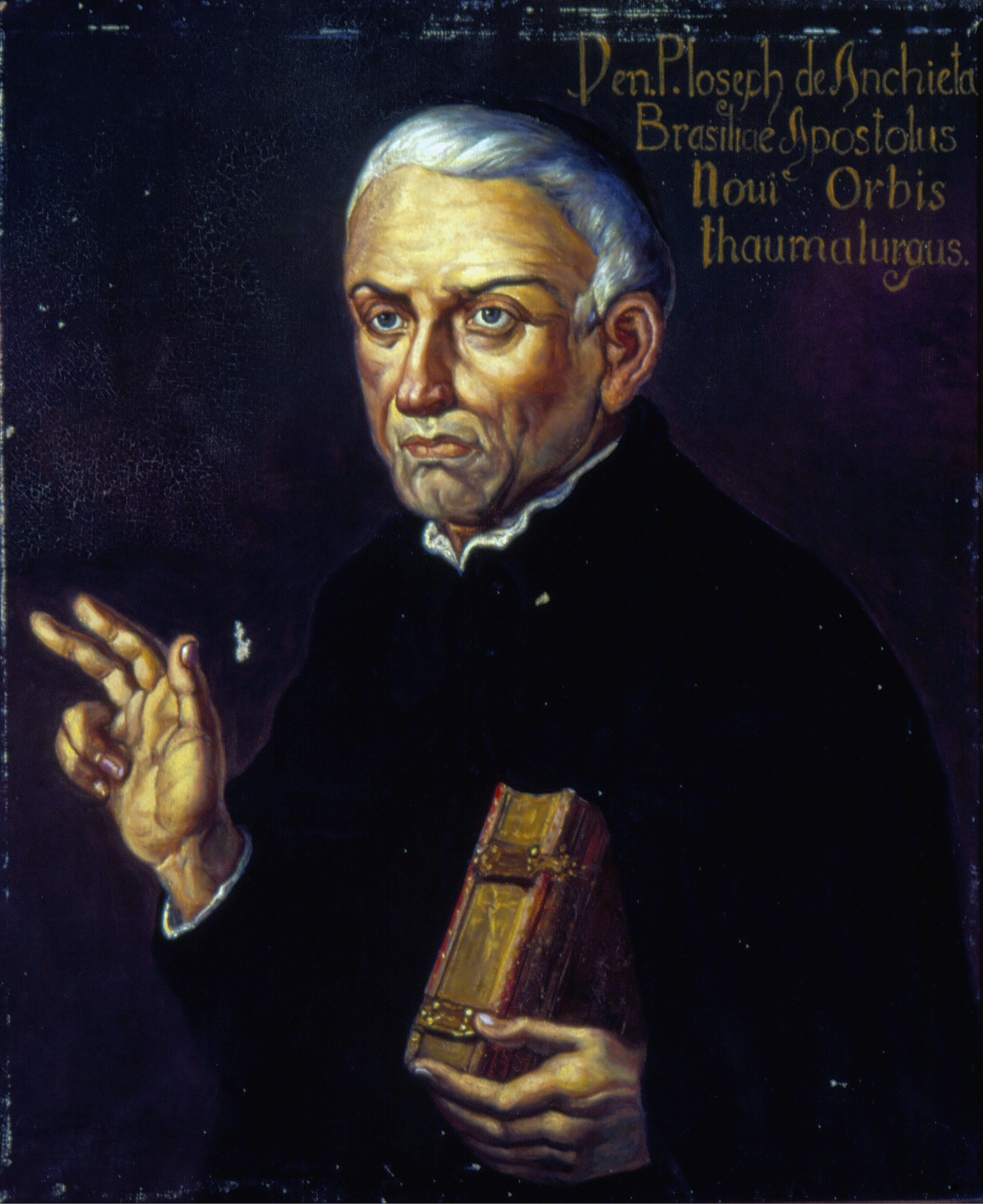
O missionário espanhol José de Anchieta foi, junto com Manuel da Nóbrega, o primeiro jesuíta que Ignacio de Loyola envia para a América.

Os jesuítas chegaram ao Brasil em 1549 liderados por Manoel de Nóbrega e começaram sua catequese erguendo um colégio em Salvador da Bahia, fundando a Província Brasileira da Companhia de Jesus. Cinquenta anos mais tarde já tinham colégios pelo litoral, de Santa Catarina ao Ceará. Quando o marquês de Pombal os expulsou, em 1760, eram 670 por todo o país, distribuídos em aldeias, missões, colégios e conventos. Os primeiros jesuítas que Ignacio enviou para a América foram o espanhol José de Anchieta e o português Manuel da Nóbrega.

## A supressão da ordem
As tendências anticristãs do século XVIII dirigiram contra a Congregação dos Jesuítas grandes combates, por julgá-la o mais forte baluarte da Santa Sé. A par de algumas queixas políticas mais ou menos fundadas, a Companhia suscitava ódios em razão da bem-sucedida luta contra os jansenistas; oposição ao galicanismo e a consequente adesão do Papa. Além disto, tinha posição destacada nas cortes com professores, pregadores e confessores e um certo predomínio científico manifestado tanto nos colégios como nas publicações.
Em Portugal, o rei D. José I tinha por ministro Sebastião José de Carvalho e Melo, marquês de Pombal, que na convicção que os jesuítas eram obstáculo aos seus planos, resolveu dar-lhes combate culpando-os da crise nos Sete Povos das Missões com os indígenas, mandou prender a todos no Brasil e os meteu em cárcere em Portugal sem que tivessem defesa e de onde só puderam sair em 1777, com a ascensão de D. Maria I ao trono: dos 9 460 encarcerados só restavam uns 800. Em Portugal e nas Cortes Borbónicas, muitos Jesuítas foram presos ou mesmo condenados a suplícios, como é o caso do padre Gabriel Malagrida, acusado no processo dos Távoras. Outros ingressaram no clero secular ou em outras ordens.
Na França, os jansenistas, galicanos e voltaireanos já havia muito queriam exterminar a Companhia, para isto valeram-se do caso do Pe. La Valette. Este era procurador de uma casa de jesuítas na Martinica e deu-se a especulações comerciais contra todas as regras da ordem, pelo que dela foi expulso. No entanto, como devia pessoalmente grande soma, atribuíram a dívida à Companhia que se negou a pagar. O assunto foi ao parlamento que deu a alternativa: ou a Ordem se reconhecia culpada das acusações ou os jesuítas seriam exilados. Apesar dos protestos do episcopado francês e do próprio Papa, Luís XV também expulsou a Companhia da França em 1764. Foram promotores da expulsão o ministro absolutista Choiseul e madame Pompadour, cuja escandalosa presença na corte francesa era repudiada pelo Pe. Perisseau, confessor do rei.
Em Espanha, o ministro de Carlos III, Aranda, intrigou os jesuítas com o rei acusando-os de defenderem a independência das colônias e de levantarem dúvida sobre a legitimidade do nascimento do rei. Carlos III mandou prender a todos os jesuítas em 1767 com a Pragmática Sanção. Por mais que o papa pedisse, o rei nunca lhe apresentou as razões do decreto.
Em Nápoles, o ministro Tanucci era mais forte que Fernando IV. Depois de dois anos de perseguição os desterrou para os Estados Pontifícios. Em Parma o marquês Tillot imperava tiranicamente: aos pedidos do papa respondeu com a expulsão dos jesuítas em 1768. No mesmo ano o grão-mestre dos cavalheiros de Malta os desterrou da ilha. Essas cortes juntaram-se na pressão sobre o Papado para suprimir a Companhia, ao que resistiu Clemente XIII.
O papa Clemente XIV, seu sucessor, embora bem-intencionado, era indeciso e fraco, cedendo às pressões dos reis e principalmente da Espanha — através da bula Dominus ac Redemptor — obtida quase à força pelo embaixador espanhol Moniño, órgão central de quase todas as maquinações antijesuíticas, no período da supressão — suprimiu oficialmente a Companhia em 21 de julho de 1773. O Superior-Geral da Companhia, Lorenzo Ricci, juntamente com os seus assistentes, foi feito prisioneiro no Castelo de Sant'Angelo, em Roma, sem julgamento prévio. Os demais foram obrigados a deixar a Ordem ao que obedeceram.
Como papa Clemente XIV deixou a critério dos soberanos a publicação da bula, a czarina Catarina a Grande os conservou na Rússia e usou a ocasião para atrair para o seu país os membros da Companhia, gente de grande erudição, o mesmo se deu com Frederico da Prússia, na Silésia. Na altura da supressão havia cinco assistências, 39 províncias, 669 colégios, 237 casas de formação, 335 residências missionárias, 273 missões e 22 589 membros.

## Restauração
Depois de suprimida pelo papa Clemente XIV em julho de 1773, a Companhia de Jesus manteve-se na Rússia. Nessa altura milhões de católicos, incluindo numerosos jesuítas, viviam nas províncias polacas da Rússia. Aí a companhia manteve intensa atividade religiosa, de ensino e de missionação.
Deste modo, o papa Pio VI autorizou formalmente a existência da Companhia de Jesus na Polónia e Rússia, o que levou os jesuítas a elegerem Stanislaus Czerniewicz como seu superior em 1782. Em 1814, mudadas as cortes europeias pelas Guerras Napoleônicas, o papa Pio VII viu-se em condições de restaurar a companhia, o que fez no dia 7 de agosto daquele ano em Roma, entregando a bula da restauração encíclica Sollicitudo omnium ecclesiarum aos velhos padres ainda existentes e ali reunidos. O superior-geral Tadeusz Brzozowski, que havia sido eleito em 1805, adquiriu então jurisdição universal. A Companhia de Jesus foi derrubada e levantou-se.
Durante os séculos XIX e XX, a Companhia de Jesus voltou a crescer enormemente até os anos 50 do século XX, quando atingiu o pico. Desde aí, seguindo a quebra de vocações na Igreja Católica, o número de jesuítas também tem vindo a decrescer.

## Os jesuítas hoje
Em 2009, a Companhia de Jesus era o instituto religioso masculino mais numeroso na Igreja Católica. Contava com 18 516 membros com uma média de idades de 57 anos, sendo que 13 112 eram sacerdotes, 1 675 irmãos, 2 920 jesuítas em formação e 809 eram noviços. A sua distribuição fazia-se por 127 países dos cinco continentes, sendo os Estados Unidos e a Índia os países com maior número de jesuítas.
A companhia caracteriza-se pela sua forte ligação com a educação, com numerosos estabelecimentos de ensino, inclusive de nível superior. No Brasil, as universidades Católica do Rio de Janeiro, Católica de Pernambuco, do Vale do Rio dos Sinos, no Rio Grande do Sul, Centro Universitario FEI, em São Paulo, a Faculdade Jesuíta de Filosofia e Teologia (FAJE), a EMGE - Escola de Engenharia e a Escola de Direito Dom Helder, em Belo Horizonte, pertencem à Ordem.
No Brasil, os Jesuítas também dispõem de uma revista eletrônica: o domtotal.com
Em 2023 a Companhia de Jesus tem em Portugal dois colégios, estão em nove cidades com os seus 147 membros espalhados por 12 comunidades.
Após o Concílio Vaticano II, sob a direção do superior-geral Pedro Arrupe, a Companhia de Jesus privilegiou a defesa dos direitos humanos o que levou alguns dos seus membros a serem rotulados como subversivos e perseguidos. Tal foi o caso de seis jesuítas mortos pelo exército salvadorenho a 16 de novembro de 1989 no campus universitário da Universidade da América Central, em San Salvador.
A 31 de outubro de 1991, a Província Portuguesa da Companhia de Jesus foi feita membro-honorário da Ordem da Instrução Pública.
Em 13 de março de 2013, Jorge Mario Bergoglio tornou-se o primeiro papa jesuíta da Igreja Católica.
A 14 de outubro de 2016, Arturo Sosa Abascal foi eleito para suceder a Adolfo Nicolás como 31.º Superior-Geral da Companhia de Jesus, o que foi logo reconhecido pelo Papa Francisco.

## Os jesuítas vítimas do Holocausto
Nove padres jesuítas foram formalmente reconhecidos como heróis do Holocausto pelo Yad Vashem, a autoridade israelita em favor da memória dos mártires e heróis do Holocausto, por levarem a cabo todos os esforços possíveis para salvar e dar asilo a judeus durante a Segunda Grande Guerra Mundial.

## Jesuítas célebres
Os jesuítas estão presentes, desde a primeira hora, nos novos mundos que se abrem à atividade missionária da época. São Francisco Xavier percorre a Índia, Indonésia, Japão e chega às portas da China; João Nunes Barreto e Andrés de Oviedo empreendem a fracassada missão da Etiópia;  Padre Manuel da Nóbrega, São José de Anchieta e muitos outros ajudaram a fundar as primeiras cidades do Brasil: Salvador, São Paulo e Rio de Janeiro, com exceção de São Vicente, Cananeia e Itanhaém, que lhes são anteriores. Os chamados Quarenta Mártires do Brasil (liderados pelo Beato Inácio de Azevedo) foram outros religiosos jesuítas de grande relevância na evangelização do Brasil. De enorme importância na evangelização da China, tem-se o caso do bem-aventurado Matteo Ricci. A cidade de Anchieta tem sua origem ligada à aldeia de Iriritiba, também chamada Reritiba, termo tupi antigo que significa "ajuntamento de ostras, sambaqui". A aldeia foi fundada pelo padre José de Anchieta em 1561.
Por cerca de 500 anos, a Ordem Jesuíta não ocupou lugares no alto clero do Vaticano devido à sua distância em relação a altos cargos na Igreja. O primeiro jesuíta eleito papa foi o argentino Jorge Mario Bergoglio, o papa Francisco, eleito em 2013 após a renúncia de Bento XVI. Além de ser o primeiro jesuíta, foi também o primeiro sul-americano no papado.

## Outras considerações
Acima das inevitáveis ambiguidades, as missões dos jesuítas impressionam pelo espírito de inculturação (adaptação à cultura do povo a quem se dirigem). As Reduções do Paraguai e a adoção dos ritos malabares e chineses são os exemplos mais significativos.
A atividade educativa tornou-se logo a principal tarefa dos jesuítas. A gratuidade do ensino da antiga Companhia favoreceu a expansão dos seus colégios. Em 1556, à morte de Santo Inácio, eram já 46. No final do século XVI, o número de colégios elevou-se a 372. A experiência pedagógica dos jesuítas sintetizou-se num conjunto de normas e estratégias, chamado a Ratio Studiorum (Ordem dos Estudos), que visa à formação integral do homem cristão, de acordo com a fé e a cultura daquele tempo.
Os primeiros jesuítas participaram ativamente da Reforma Católica e do esforço de renovação teológica da Igreja Católica. No Concílio de Trento, destacaram-se dois companheiros de Santo Inácio (Laínez e Salmerón). Desejando levar a fé a todos os campos do saber, os jesuítas dedicaram-se às mais diversas ciências e artes: Matemática, Física, Astronomia. Entre os nomes de crateras da Lua há mais de 30 nomes de jesuítas. No campo do Direito, Suarez e seus discípulos desenvolveram a doutrina da origem popular do poder. Na Arquitetura, destacaram-se muitos irmãos jesuítas, combinando o estilo barroco da época com um estilo mais funcional.

## Papas jesuítas
| Papa           | Início              | Término             | Período de Pontificado |
| Papa Francisco | 13 de março de 2013 | 21 de abril de 2025 | 12 anos, 39 dias       |

## Cardeais jesuítas
- Albert Vanhoye
- Jean-Claude Höllerich
- Jorge Mário Bergoglio (Papa Francisco)
- Julius Riyadi Darmaatmadja
- Luis Francisco Ladaria Ferrer
- Michael Czerny
- Pedro Ricardo Barreto Jimeno
- Sigitas Tamkevičius

## Bispos jesuítas
- Alessio Saccardo
- Aloysio José Leal Penna
- Ferdinand Verbiest
- Luciano Mendes de Almeida
- João Evangelista Martins Terra, SJ

## Publicações no Japão
Lista dos documentos cristãos (KIRISHITAN-MONO)
- DOCTRINA CHISTAN - 1592
- FIDES NO DOXI - 1592
- FEIQE MONOGATARI - 1592
- ESOPONO FABVLAS - 1593
- QUINCVXV - 1593
- DE ISTITTVTIONE GRAMMATICA - 1594
- DICTIONARIVM LATINO LUSITANICVM IAPONICV - 1596
- APHORISMI CINFESSIONARVM 1603
- VOCABVLARIO DA LINGOA DE IAPAN - 1603
- ARTE DA LINGOA DE IAPAM - 1604
- MANUALE AC SACRAMENTA - 1605
- SPIRITVAL XVGVIO - 1607
- FLOSCVLI - 1610